# São Domingos (Capo Verde)
São Domingos è una città di Capo Verde, capoluogo della contea omonima. Si trova sull'isola di Santiago, appartenente al gruppo delle Sotavento. A São Domingos si trovano diverse scuole, chiese e un ufficio postale.